# Vendin-lès-Béthune
 Vendin-lès-Béthune  es una población y comuna francesa, situada en la región de Norte-Paso de Calais, departamento de Paso de Calais, en el distrito de Béthune y cantón de Béthune-Nord.

## Demografía
| 435 | 308 | 367 | 382 | 426 | 445 | 461 | 477 | 489 | 517 | 582 | 607 | 615 | 664 | 664 | 564 | 608 | 626 | 700 | 791 | 912 | 1 086 | 1 203 | 1 271 | 1 263 | 1 487 | 1 575 | 2 026 | 2 040 | 2 533 | 2 302 | 2 450 | 2 526 |
| Para los censos de 1962 a 1999 la población legal corresponde a la población sin duplicidades (Fuente: INSEE [Consultar]) |     |     |     |     |     |     |     |     |     |     |     |     |     |     |     |     |     |     |     |     |       |       |       |       |       |       |       |       |       |       |       |       |